# جراحة بلا دم
الجراحة بلا دماء (بالإنجليزية: Bloodless surgery)‏ هي عبارةٌ شاعت في بداية القرن العشرين من قبل جراح العظام الشهير دولياً أدولف لورينز (Adolf Lorenz)، الذي كان يعرف باسم «الجراح بلا دم من فيينا». يعكس هذا التعبير أساليب لورنز لعلاج المرضى بتقنيات غير اجتياحيه أو تداخلية. وكانت طريقته في الممارسة الطبية نتيجة لحساسيته الشديدة لحمض الكربوليك المستخدمة بشكل روتيني في غرف العمليات في ذلك العصر. أجبرته حالته على أن يصبح «جراح جاف».
الاستخدام المعاصر لمصطلح «جراحة بلا دم» يشير إلى كل من التقنيات الطبية والبروتوكولات التداخلية وغير التداخلية، والعبارة نفسها مربكة إلى حد ما. التعبير لا يعني «عملية جراحية لا تستخدم الدم أو نقل الدم».بدلا من ذلك، فإنه يشير إلى الجراحة التي أجريت دون نقل الدم الخيفي. غير أن مناصري الجراحة بلا دم ينقلون منتجات مصنوعة من دم خيفي ويستخدمون أيضا الدم المتبرع به مسبقاً لنقل الدم الذاتي. وقد نشأ الاهتمام بالجراحة بلا دم لعدة أسباب. رفض شهود يهوه نقل الدم لأسباب دينية. والبعض الآخر قد يكون قلقا بشأن الأمراض المنقولة بالدم، مثل التهاب الكبد والإيدز.

## التاريخ
خلال أوائل الستينات، أجرى جراح القلب الأمريكي دينتون كولي (Denton Cooley) بنجاح العديد من عمليات القلب المفتوح بلا دم على مرضى شهود يهوه. وبعد خمسة عشر عامًا، نشر هو وزميله تقريرًا عن أكثر من 500 جراحة القلب في هذه الفئة من السكان، توثق أن جراحة القلب يمكن تنفيذها بأمان دون نقل الدم.
رونالد لابين (Ronald Lapin) (1941-1995) كان جراحًا أمريكيًا والذي أصبح مهتمًا بالجراحة بلا دم في منتصف السبعينيات. كان يعرف باسم «جراح بلا دم» بسبب استعداده لأداء العمليات الجراحية على مرضى شهود يهوه الذين يعانون من فقر دم شديد دون استخدام نقل الدم.
كانت باتريشيا أ. فورد (Patricia A. Ford) (1955-) أول جراحة تقوم بإجراء عملية زرع نخاع بدون الدم.

## المبادئ
وقد نشرت العديد من مبادئ للجراحة بلا دم.
تم تصميم تقنيات قبل الجراحة مثل إريثروبويتين (EPO) أو إدارة الحديد لتحفيز تكون الكريات الحمر (erythropoiesis) المريض نفسه.
في الجراحة، التحكم بالنزيف يتحقق مع استخدام الليزر أو المشرط الصوتي، التقنيات الجراحة طفيفة التوغل، الجراحة الكهربائية والكي الكهربائي، أو خياطة ربط الأوعية الدموية. وتشمل الطرق الأخرى استخدام بدائل الدم، والتي لا تحمل الحاضر الأكسجين ولكن توسيع حجم الدم لمنع الصدمة. بدائل الدم التي تحمل الأكسجين، مثل (PolyHeme)، هي أيضا قيد التطوير.
إنقاذ الدم أثناء العملية هو الأسلوب الذي يعيد تدوير وينظف الدم من المريض خلال عملية ويعيد توجيهه إلى جسم المريض.
بعد الجراحة، يسعى الجراحون للحد من مزيد من فقدان الدم عن طريق الاستمرار في إدارة الأدوية لزيادة كتلة خلايا الدم وتقليل عدد سحب الدم وكمية الدم المأخوذ للتحاليل، على سبيل المثال، باستخدام أنابيب دم الأطفال للمرضى البالغين.
وقد تم وقف HBOC's مثل Polyheme و Hemepure بسبب ردود الفعل السلبية الشديدة بما في ذلك الموت. وكانت جنوب أفريقيا البلد الوحيد الذي أذن فيه قانونيًا كعلاج ولكنها لم تعد متاحة.

## الفوائد
الطب بلا دم مناشدة العديد من الأطباء لأنه يحمل مخاطر منخفضة من عدوى ما بعد الجراحة بالمقارنة مع الإجراءات التي تتطلب نقل الدم. وبالإضافة إلى ذلك، قد يكون مفيدا اقتصاديا في بعض البلدان. على سبيل المثال، تكلفة الدم في الولايات المتحدة تكون حوالي 500 دولار للوحدة، بما في ذلك التحليل. وتزداد هذه التكاليف وفقًا لجان هوفمان (مدير برنامج الحفاظ على الدم في مركز جيسينجر الطبي فيدانفيل بولاية بنسلفانيا). على النقيض من ذلك، يتم تعويض المستشفيات عن الأدوية التي تعزز عدد خلايا الدم الحمراء للمريض، وهو نهج علاجي غالبا ما يستخدم قبل وبعد الجراحة للحد من الحاجة إلى نقل الدم. غير أن هذه المدفوعات تتوقف بدرجة كبيرة على المفاوضات مع شركات التأمين. بدأ مركز جيسينجر الطبي برنامج حفظ الدم في عام 2005 وأفاد عن توفيرات مسجلة قدرها 273,000 $ في الأشهر الستة الأولى من العملية. خفضت كليفلاند كلينك تكاليفها المباشرة من 35.5 مليون دولار أمريكي في عام 2009 إلى 26.4 مليون دولار أمريكي في عام 2012، وهي وفورات بلغت نحو 10 ملايين دولار أمريكي على مدى 3 سنوات.
ويبدو أن المخاطر الصحية تشكل عاملًا آخر يسهم في المناشدة بها، لا سيما في ضوء الدراسات الحديثة التي تشير إلى أن نقل الدم يمكن أن يزيد من خطر حدوث مضاعفات ويقلل من معدلات البقاء. وبالتالي فإن معدل الانتعاش أسرع مع الجراحة بلا دم، مما يسمح للمريض أن يغادر في وقت أبكر.